# Fédération wallonne de l'agriculture
De Fédération wallonne de l'agriculture (FWA) is de belangrijkste landbouwvereniging in het Waalse Gewest. Ze werd opgericht in 2001 en heeft haar hoofdkantoor in Gembloers. 
De huidige voorzitter is Marianne Streel.

## Ontstaan uit een fusie van meerdere landbouworganisaties
De FWA is het resultaat van de geleidelijke hergroepering van de meerdere 'boerenbonden' die in de vorige eeuw actief waren, namelijk de Unions Professionnelles Agricoles (UPA), de Alliance Agricole Belge (AAB, verbonden aan de Boerenbond) en de Union pour la Défense des Exploitations Familiales (UDEF). 
Op hetzelfde moment vond ook een groepering plaats van meerdere organisaties van jonge landbouwers onder de koepel van de Fédération des Jeunes Agriculteurs (FJA)

## Belangrijkste Waalse landbouwfederatie
Volgens ramingen zou de Fédération Wallonne de l'Agriculture 60% van de landbouwers in Wallonië vertegenwoordigen en 85 à 90% van de Waalse landbouwers die aangesloten zijn bij een landbouwfederatie
In Wallonië waren eind 2019 exact 12.733 landbouwondernemingen actief waardoor het aantal leden van de FWA op ongeveer 7.500 kan geschat worden. 

## Regionale Verankering
De FWA kent een sterke lokale verankering via 59 lokale en 17 regionale afdelingen.

## Grote verschillen met Vlaanderen
De tegenhanger van het Waalse FWA is in Vlaanderen het Algemeen Boerensyndicaat (ABS).
In Wallonië is de FWA de dominante vertegenwoordiger van de landbouwsector; in Vlaanderen is dat niet het ABS maar wel het zeer gekende en met CD&V verbonden Boerenbond. In het zuiden van het land kwam het aan de Boerenbond gelieerde Alliance Agricole Belge in financiële problemen eind vorige eeuw en ging het op in de FWA.

## Link met Crelan
Zowel FWA als ABS hebben een gepriviligieerde band met de bank Crelan, als opvolger van het vroegere Landbouwkrediet. Beide instellingen hebben vertegenwoordigers in de Raad van Bestuur van de financiële instelling.
Vele zelfstandige bankagenten van Crelan in Wallonie zijn ook vertegenwoordiger van de FWA.

## Communicatie
Elke week verspreidt de FWA een blad genaamd 'Pleinchamp' naar alle aangesloten leden en symphatisanten